# Dans la douceur du jour
Pour plus de détails, voir Fiche technique et Distribution.
Dans la douceur du jour (In the Cool of the Day) est un film américain réalisé par Robert Stevens, sorti en 1963.

## Fiche technique
- Titre : Dans la douceur du jour
- Titre original : In the Cool of the Day
- Réalisation : Robert Stevens
- Scénario : Meade Roberts d'après un roman de Susan Ertz
- Production : John Houseman
- Société de production et de distribution : Metro-Goldwyn-Mayer
- Musique : Francis Chagrin
- Photographie : Peter Newbrook
- Montage : Thomas Stanford
- Costumes : Pierre Balmain et Orry-Kelly
- Pays d'origine : États-Unis
- Langue : anglais
- Format : Couleurs (Metrocolor) - Son : Mono (Westrex Recording System)
- Genre : Drame
- Durée : 89 minutes
- Date de sortie :
  - États-Unis : 29 mai 1963 (New York)
- Affiche : Enzo Nistri (Italie)

## Distribution
- Peter Finch : Murray Logan
- Jane Fonda : Christine Bonner
- Angela Lansbury : Sybil Logan
- Arthur Hill : Sam Bonner
- Constance Cummings : Mme Nina Gellert
- Alexander Knox : Frederick Bonner
- Nigel Davenport : Leonard Groves
- John Le Mesurier : Dr. Arraman
- Alec McCowen : Dickie Bayliss
- Valerie Taylor : Lily Kendrick
- Andreas Markos : Andreas